# Telets
Telets (russisk: Телец) er en russisk spillefilm fra 2001 af Aleksandr Sokurov.

## Medvirkende
- Leonid Mozgovoj som Vladimir Lenin
- Marija Kuznetsova som Krupskaja
- Sergej Razhuk som Joseph Stalin
- Natalja Nikulenko
- Lev Jelisejev